# 良和ハウス
株式会社良和ハウス（りょうわはうす）は、広島県広島市に本社を置く不動産・マンション仲介・賃貸借・管理運営を中心とした不動産業者。免許番号は「国土交通大臣（1）第9113号」。
「IT重説」や「RPA」など、積極的にITの導入をすすめており、アメリカ人・中国人・ベトナム人など外国人を雇用するなど、外国人のサポート体制も積極的に整えているのが特徴。

## 店舗
広島市を中心に17店舗展開（広島市内15店舗、岡山県2店舗）し、2万5231戸の管理を行っている。
賃貸仲介件数は、年間1万1618件で全国23位、中四国では1位。

## 沿革[4]
- 1965年 和田良雄が不動産業を創業
- 1986年 株式会社良和ハウス設立

管理会社株式会社ワンディハウス設立
- 1995年 八丁堀店開設
- 1997年 横川駅前店開設
- 1999年 安佐南店開設
- 2000年 五日市店開設
- 2002年 祇園店開設
- 2004年 広島駅前店開設
- 2006年 紙屋町店・廿日市店開設

和田良雄-代表取締役会長就任 和田伸幸-代表取締役社長就任
- 2007年 上安店開設
- 2008年 府中店開設
- 2010年 本社を現住所に移転

旧本社場所に楠木店開設
広島南店開設
- 2011年 管理会社ワンディハウスを合併

広島西店設立
広島相続サポートセンター良和ハウス設立
- 2013年 法人営業部設立

特定建設業許可を取得 賃貸住宅管理業者の許可を取得
- 2016年 初の分譲マンション『エールヴィータ牛田旭』竣工
- 2016年 外国人の採用を開始し、賃貸営業部内に『国際チーム』新設[5]
- 2017年2月 岡山駅前店開設[6]
- 2018年6月 マンスリーマンション事業を開始[7]
- 2018年11月 「広島県奨学金返済支援制度導入企業」登録[8]
- 2018年12月 岡山駅西口店開設[1]
- 2019年1月 広島並木通り店開設（本格的なコーヒーを来店客にふるまうカフェのようなつくり）[1]
- 2019年10月 海田店開設
- 2020年2月 経済産業省「健康経営優良法人2020」認定[9]

## テレビ番組
2017年9月20日から2018年2月21日の間、中国放送においてミニTV番組『やっぱり！ココに住みたい。』を水曜日の22:54～23:00分（月2回）に放送。
ナビゲーター杏さゆりさんがおすすの賃貸物件を実際に物件を訪れて、 お部屋の魅⼒をお伝えする番組。
2018年4月4日から9月19日の間、広島ホームテレビにおいてミニTV番組『たのも〜！暮らし必剣！お助け道場』を第１・３水曜日の23:10～23:15分に放送。
剣道女子の表優希が師匠の雨散草伊に出される課題に取り組んで、剣道の極意を学んで成長していくというストーリー。

## 提供番組
2019年10月から2020年3月まで岡山ローカルで『めざましテレビ』の提供を開始した。
2020年4月から岡山ローカルで『金バク!』、『VOICE愛』の提供を開始した。

## スポンサー
- 広島東洋カープ[10]

- サンフレッチェ広島[11]

- 広島ドラゴンフライズ[12]
- VICTOIRE広島[13]
- 3 STORM 広島[14]
- 広島六大学野球連盟[15]
- トップス広島[16]
- 広島県カーリング協会[17]

## グループ会社
- 株式会社 R・RYOWA
- 株式会社 ツールカンパニー
- 鷹の巣開発 株式会社
- 株式会社 グローリー
- 株式会社 ドリーマー
- 株式会社 エールハウス
- 株式会社 システム